# Maurice Duverger

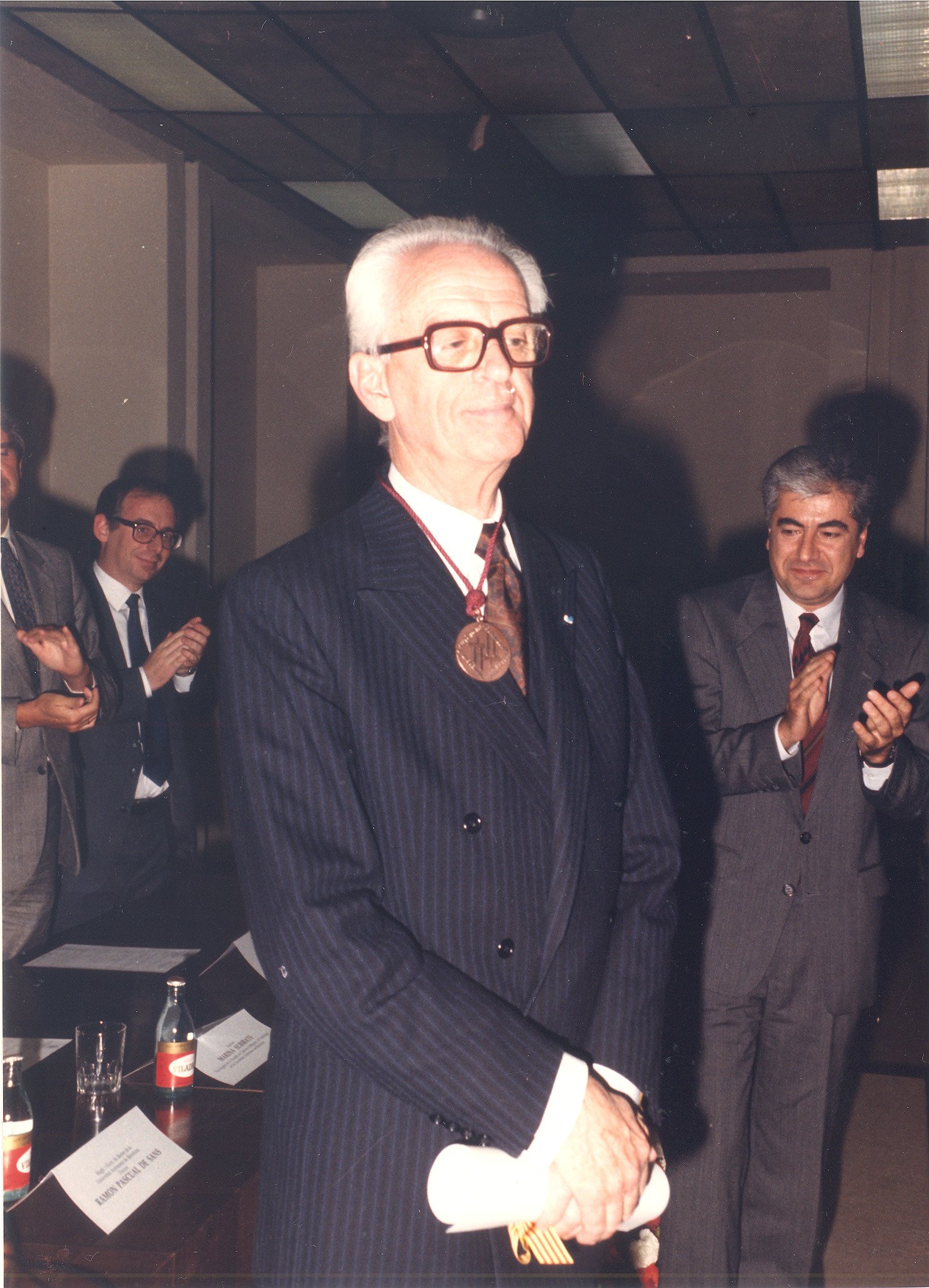
Maurice Duverger(1988)

Maurice Duverger (* 5. Juni 1917 in Angoulême; † 17. Dezember 2014) war ein französischer Jurist, Politikwissenschaftler, Autor und Politiker. In dem nach ihm benannten Duvergers Gesetz wird dargelegt, dass ein Verhältniswahlsystem (wie z. B. in Italien) zu einer Multiplikation von Parteien tendiert, und ein Mehrheitswahlsystem (wie z. B. in GB oder USA) zu einem Zweiparteiensystem führt.

## Lebensetappen
Als Professor für Rechtswissenschaft trug Duverger maßgeblich zur Etablierung der Politikwissenschaft als universitärer Disziplin bei. Er war über vierzig Jahre in der Lehre tätig; mit Professuren in Bordeaux (1940–1955), Poitiers (1942/1943), Paris (1955–1985, Sorbonne 1971–1985), Wien (1965), Tel-Aviv (1979), Genf (1983–1986) und New York (1986). 1962 wurde er in die American Academy of Arts and Sciences gewählt.
Maurice Duverger war von 1989 bis 1994 Mitglied in der sozialdemokratischen Fraktion des Europäischen Parlaments, in das er über die Liste des italienischen Partito Democratico della Sinistra (der Nachfolgepartei der Kommunistischen Partei Italiens) gewählt wurde.

## Wissenschaftliche Arbeit
Zu Beginn seiner Karriere lehrte Duverger als Spezialist für Verwaltungsrecht in Bordeaux. Dank seines Kollegen Pière Maydieu, der ihm auch zum Kontakt mit den Zeitungen „Le Monde“ und „Libération“ verhalf, begann er, sich mit der Soziologie des Rechts und mit Verfassungsrecht zu beschäftigen.
Diese Beeinflussung durch politische Themen kommt in seiner ersten Veröffentlichung „Die Verfassungen Frankreichs“ (1944) zum Ausdruck: Darin erklärt er die französische Verfassung von 1940 für irregulär und behauptet, die Versammlung, welche sie geschaffen habe, sei eine „De-facto-Regierung“. In der Résistance-Zeitung „Libération“ analysierte er zu jener Zeit zudem die Legitimität der Provisorischen Regierung Frankreichs und widmete sich der sozialwissenschaftlichen Theorie.
Ferner wies er schon 1944 dem Parteiensystem eine bedeutende Rolle für die Gestaltung der politischen Ordnung zu. 1946 weitete er seine Thesen dahingehend aus, dass es eine zwingende Beziehung zwischen Wahl- und Parteiensystemen gebe. Diese Beziehung stellt das Herzstück seiner wichtigsten Publikation dar: „Die politischen Parteien“ (1951). Das Werk zählt zu den Klassikern der Parteienforschung – seine Bedeutung für die Wissenschaft wird durch die Übersetzung in viele Sprachen (Englisch, Deutsch, Spanisch, aber auch Türkisch, Iranisch und Arabisch) deutlich. Nach der von Duverger aufgestellten These über das Verhältnis von Wahl- und Parteiensystem, auch „Duvergers Gesetz“ genannt, befördert das Mehrheitswahlrecht den Parteiendualismus, d. h., es führt in aller Regel zu einem relativ starren Zweiparteiensystem.
Neben dem nach ihm benannten „Gesetz“ hat Duverger maßgeblich den Begriff des „semipräsidentiellen Regierungssystems“ geprägt. 1956 taucht dieses Prinzip in einem seiner Artikel in „Le Monde“ erstmals auf. Mit der Definition beschrieb er ursprünglich das „Mischsystem“ Frankreichs mit seiner „bipolaren“ Exekutive: Verfassungsgemäß hat Frankreich ein parlamentarisches System, in dem die vom Parlament gewählte Regierung die Exekutive stellt, allerdings kommen auch dem Präsidenten relevante exekutive Kompetenzen zu. Damit fällt, nicht zuletzt auch in den Augen der öffentlichen Meinung, dem Präsidenten eine zentrale Bedeutung zu.
Der Jurist Duverger widmete sich im Verlauf seiner Karriere vermehrt politikwissenschaftlichen Themen und kombinierte sie mit juristischen Materien. So beschäftigt ihn unter anderem die Beziehung zwischen gesellschaftlichen Kräften und juristischen Rahmenbedingungen. Schon kurz nach dem Zweiten Weltkrieg setzte er sich dafür ein, dass Politikwissenschaften verstärkt in die Universitätslehre einfließen. So gründete er 1948 das Institut für politische Studien in Bordeaux. Duverger ist damit einer der Mitbegründer der europäischen Politikwissenschaft, die sich erst nach 1945 zu etablieren begann. Als gelernter Jurist setzt er sich vor allem für die Beeinflussung der Rechts- durch die Politikwissenschaft ein. Nach seiner Definition ist Politikwissenschaft eine science-carrefour, d. h., sie gilt als Treffpunkt für Wissenschaftler unterschiedlicher Disziplinen: Historiker und Philosophen könnten sie ebenso prägen wie Rechtswissenschaftler, Anthropologen und Soziologen. Er selbst arbeitete u. a. in den 1970ern mit Geschichtswissenschaftlern am Centre d’Analyse comparative des Systèmes zusammen.
Neben seinen wissenschaftlichen Werken veröffentlichte Duverger auch Artikel und Aufsätze in zahlreichen Zeitungen (vor allem in Le Monde, in der bis 1964 existierenden Résistance-Tageszeitung Libération, El País und im Corriere della Sera).

## Wichtige Veröffentlichungen
- Les constitutions de France (Die Französische Verfassung), 1944
- Les partis politiques (Die Politischen Parteien), 1951 – dt. 1959
- Droit constitutionnel et institutions politiques (Verfassungsrecht und politische Institutionen), 1955
- La IVeme République et le régime présidentiel (Die 4. Republik und die Präsidialordnung), 1961
- Sociologie politique (Politiksoziologie), 1966
- De la dictature (Über die Diktatur), 1961
- Janus: les deux faces de l’Occident
  - deutsch: Demokratie im technischen Zeitalter. Das Janusgesicht des Westens. Übers. und Vorwort Kurt Sontheimer. Piper, München 1973 ISBN 3492019986
- Europa-Union Schweiz, Hg.: Der historische Kompromiss. Chancen und Grenzen des Eurokommunismus. Beträge von M. D., Theodor Leuenberger, Werner Gysin u. a. Colloquium (Copress), Berlin 1979 ISBN 3767804573
- La Cohabitation des Français (Die Cohabitation der Franzosen), 1987